# الرد على من قال بفناء الجنة والنار
الرد على من قال بفناء الجنة والنار كتاب من تأليف ابن تيمية.

## موضوع الكتاب
ذكر المؤلف في الكتاب أقوال الفرق وآراءها في القول بفناء الجنة ثم ذكر رأي جمهور أهل السنة والجماعة ودعمه بالأدلة ورد على الذين يقولون بفنائهما.

## من تناول مسألة فناءالجنةوالنارغيرابن تيمية
تكلم عدد من علماء أهل السنة والجماعة في هذه المسألة منهم:
- القرطبي في  كتابه تفسير القرطبي
- ابن أبي العز الحنفي في كتابه شرح العقيدة الطحاوية
- ابن القيم في كتابه حادي الأرواح
- الغزالي في كتابه المقصد الأسنى في شرح أسماء الله الحسنى
- ابن الوزير في كتب إيثار الحق على الخلق
- الذهبي في كتابه صفة النار
- ابن رجب الحنبلي في كتابه التخويف من النار
- مرعي الكرمي في كتابه توقيف الفريقين على خلود أهل الدارين.
- الصنعاني في كتاب رفع الأستار لإبطال أدلة القائلين بفناء النار.